# Блейк, Генри Артур
Сэр Генри Артур Блейк (англ. Henry Arthur Blake; 8 января 1840, Лимерик, Манстер — 23 февраля 1918, Йол, Манстер) — британский колониальный администратор.

## Ранние годы
Родился в ирландском городе Лимерик в семье инспектора полиции Питера Блейка и его жены Джейн Лейн. Через свою бабушку по отцовской линии был потомком ирландской аристократии, в частности приходился праправнуком Джону Брауну, 1-му графу Алтамонт.
Начинал карьеру в должности клерка в банке Ирландии, но отработал лишь 18 месяцев и в 1857 году перешёл на стажировку в полицию. В 1876 году был назначен магистром-резидентом Туама, неблагополучного округа на западе Ирландии, где его считали активным и рассудительным. В 1882 году получил звание специального магистрат-резидента.

## Карьера
В 1884 году был назначен на должность губернатора Багамских Островов, которую занимал до 1887 года. В 1887-88 годах был губернатором колонии Ньюфаундленд, а затем около 10 лет являлся губернатором Ямайки.
25 ноября 1898 года Блейк получил должность губернатора Гонконга. За 5 месяцев до его назначения Британия заключила договор с Цинской империей об аренде Новых территорий для Гонконга на 99 лет. Вступив в должность, Блейк попытался установить контроль над местными кланами, которые сопротивлялись британскому правительству. Это привело к началу Шестидневной войны, в которой британцы одержали победу усилиями индийской армией под командованием офицера Уильяма Гаскойна. При этом Блейк лояльно отнёсся к местному населению, позволив им сохранить традиционный уклад жизни. 12 ноября 1903 года, незадолго до ухода с должности, присутствовал на церемонии закладки первого камня здания Верховного суда Гонконга.
После ухода с поста губернатора Гонконга, получил своё последние назначение на должность губернатора Цейлона, где служил до 1907 года.
Последние годы жизни провёл в своём доме в графстве Корк, где и был похоронен.

## Личная жизнь
Был дважды женат. Первый браком женился на Джинни Ирвин, с которой жил с 1862 до её смерти в 1866 году. 7 февраля 1874 года женился во второй раз на дочери Ральфа Берналя Осборна Эдит Блейк (1846—1926). Эдит прославилась как писательница и автор работ по флоре и фауне Багам, Ямайки и Цейлона.
У Генри и Эдит родились трое детей: сыновья Морис и Артур и дочь Олив, супруга Джона Бернарда Арбатнота. Праправнучкой Блейка по линии его дочери является американская актриса Оливия Уайлд.
В годы пребывания на Багамах, дети Блейка были запечатлены на картине Children Under a Palm (дети под пальмой) знаменитого художника Уинслоу Хомера.

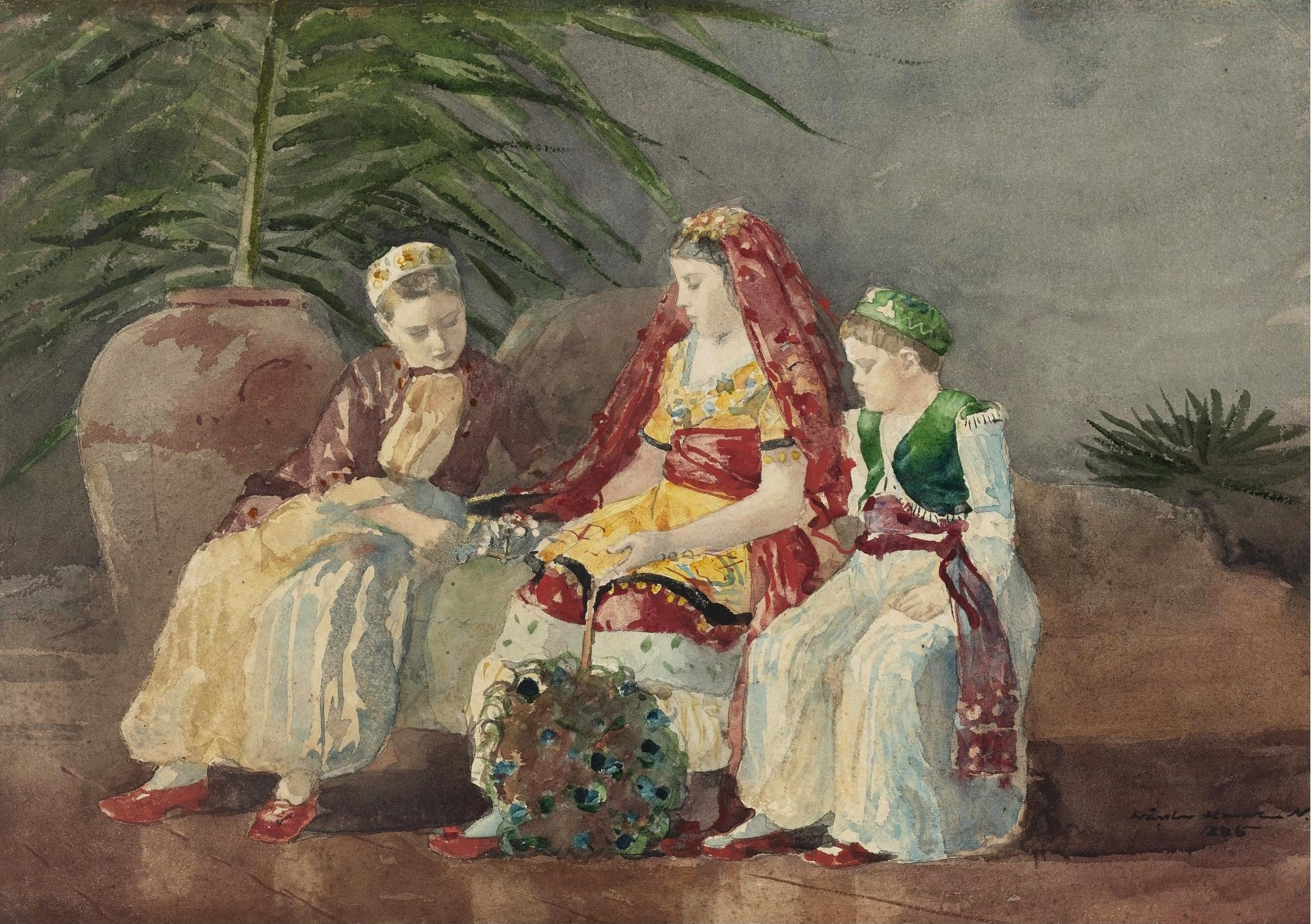
Children Under a Palm Tree